# Tekenaar

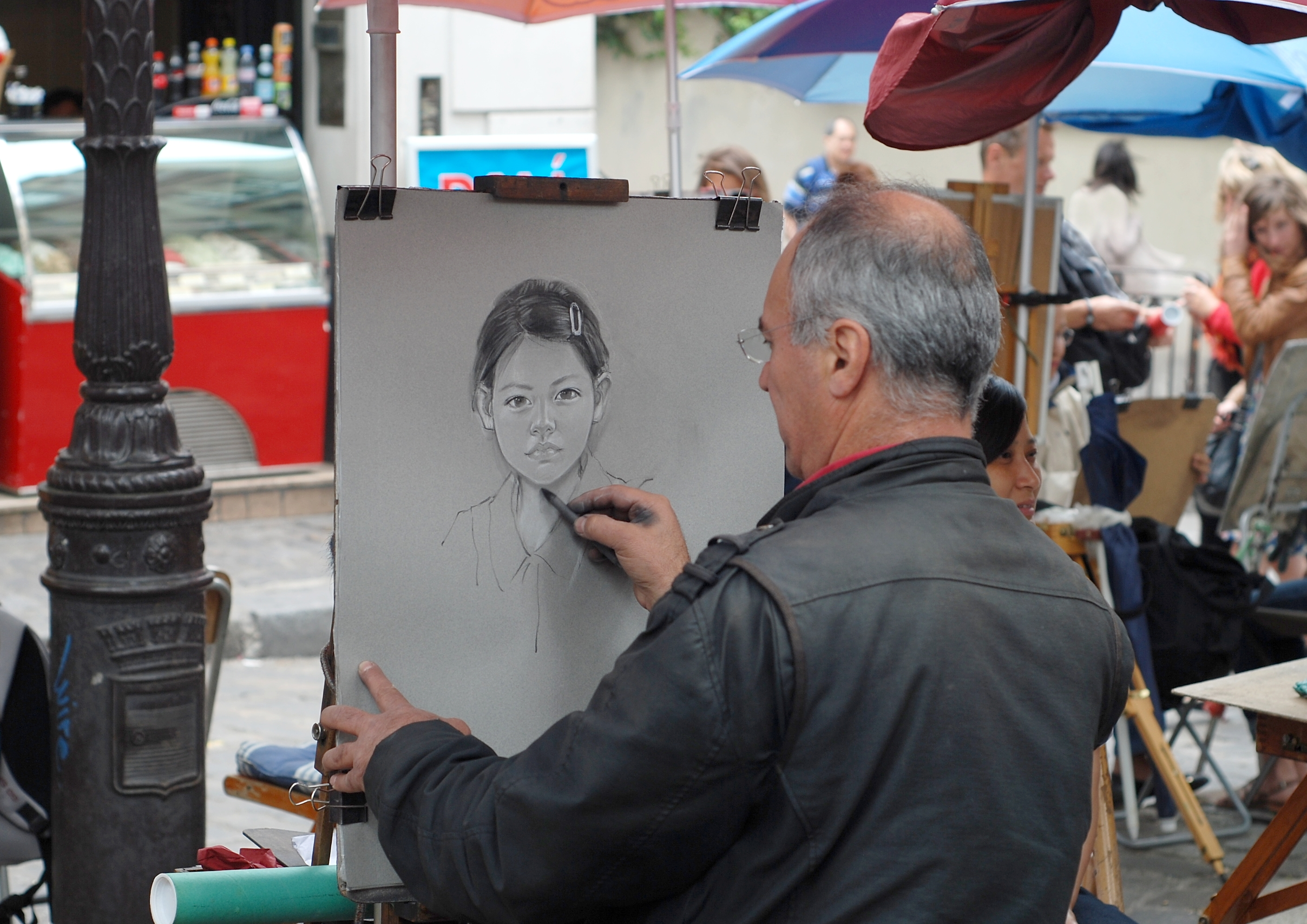
Portrettekenaar in Parijs

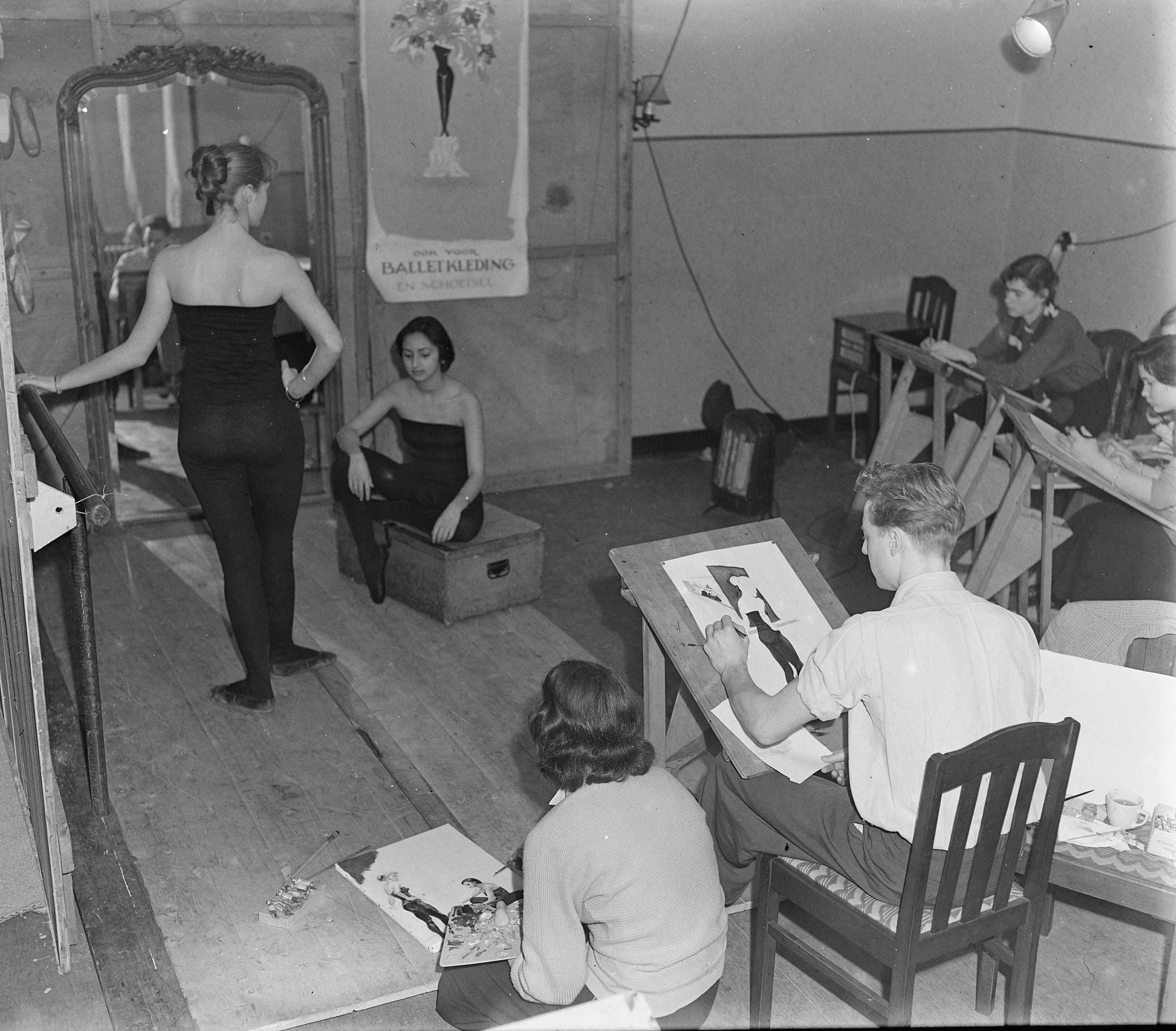
Tekenaars aan het werk naar levend model

Een tekenaar is iemand die (voor zijn beroep) tekent. Dit kan zijn een beeldend kunstenaar, een illustrator, een technisch tekenaar of een cartograaf.

## Tekenkunst
In de beeldende kunst is tekenen vaak het begin van bijna alle overige uitingen. Vaak gaat aan het maken van grafische kunst, schilderijen en ruimtelijk werk het maken van schetsen vooraf. Deze schetsen hebben soms zelf een zekere artistieke waarde. 
Ook stripverhalen en cartoons worden door tekenaars gemaakt. Een tekenaar van karikaturen noemt men een 'karikaturist'.
Er zijn ook kunstenaars die zich geheel hebben toegelegd op het maken van tekeningen. De werken van deze kunstenaars worden vaak 'autonome tekeningen' genoemd.

## Materialen en technieken
De drager (ondergrond) van een tekening is veelal papier of tekenkarton. Voor technische tekeningen calqueerpapier. Er kan worden getekend met allerhande materialen zoals potlood, inkt, viltstift, krijt of houtskool. Wanneer in plaats van een pen een penseel gebruikt wordt, kan men spreken van een 'penseeltekening'. 
Technisch tekenaars gebruiken sinds ongeveer 1990 meestal computers met gespecialiseerde grafische programma's. Voordien werkten zij aan speciale tekentafels met tekenmachines.

## Afbeeldingen

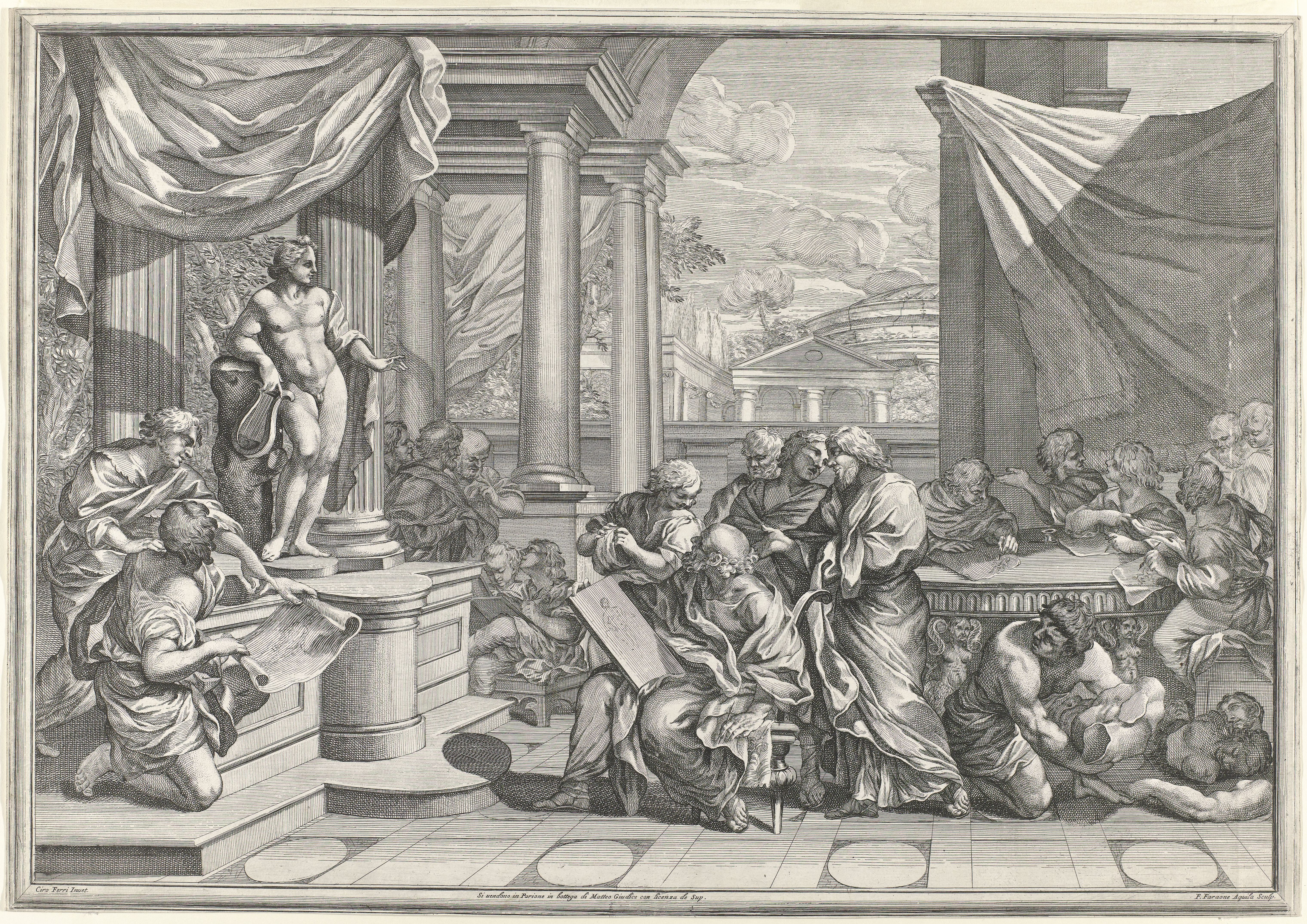
Klassieke tekenacademie
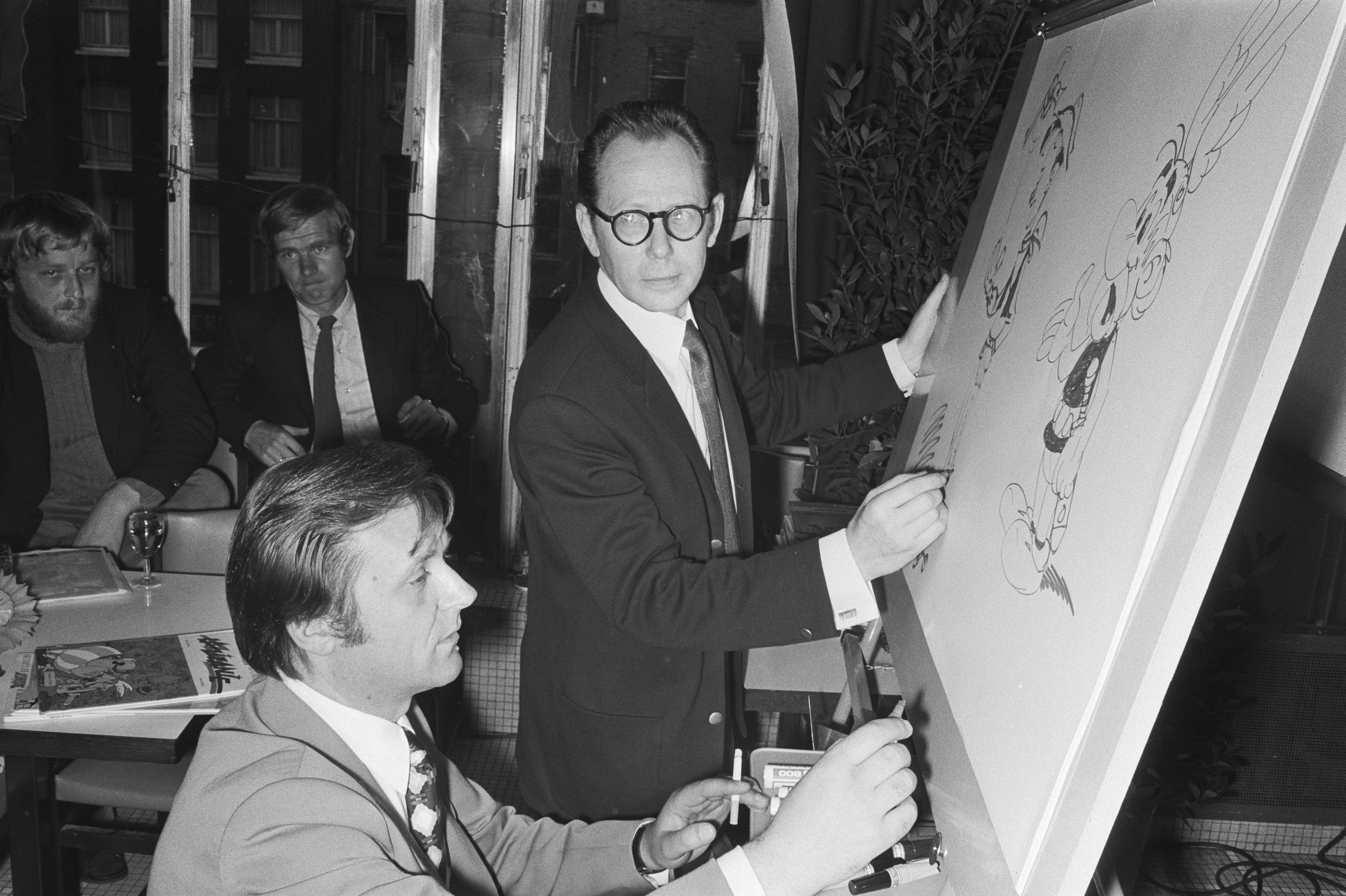
Tekenaars van stripverhalen
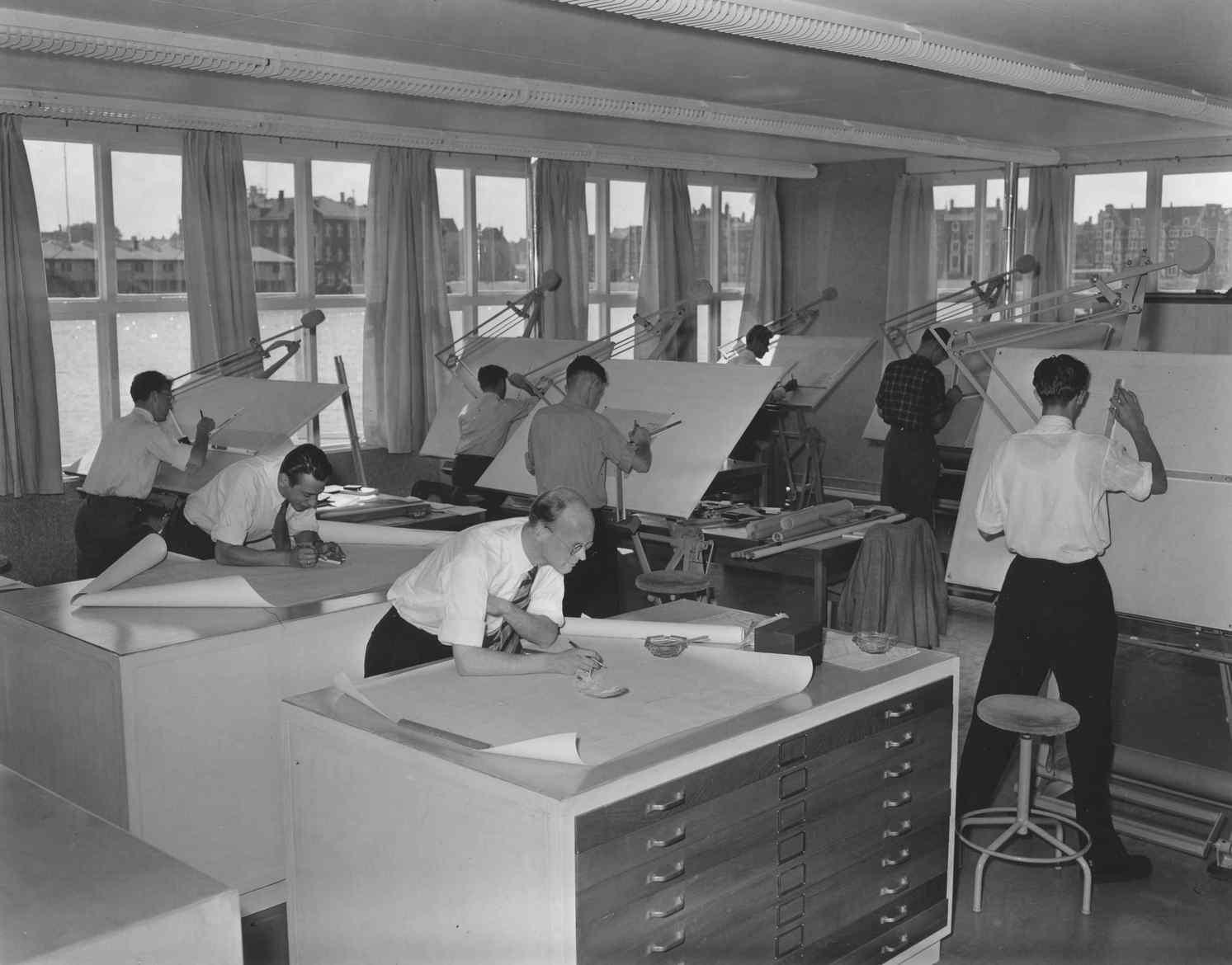
Bouwkundig tekenaars, 1955